# (31981) 2000 HH15
2000 HH15 (asteroide 31981) é um asteroide da cintura principal. Possui uma excentricidade de 0.19993090 e uma inclinação de 3.12909º.
Este asteroide foi descoberto no dia 27 de abril de 2000 por LINEAR em Socorro.